# Liste de philosophes russes
 (avril 2011).

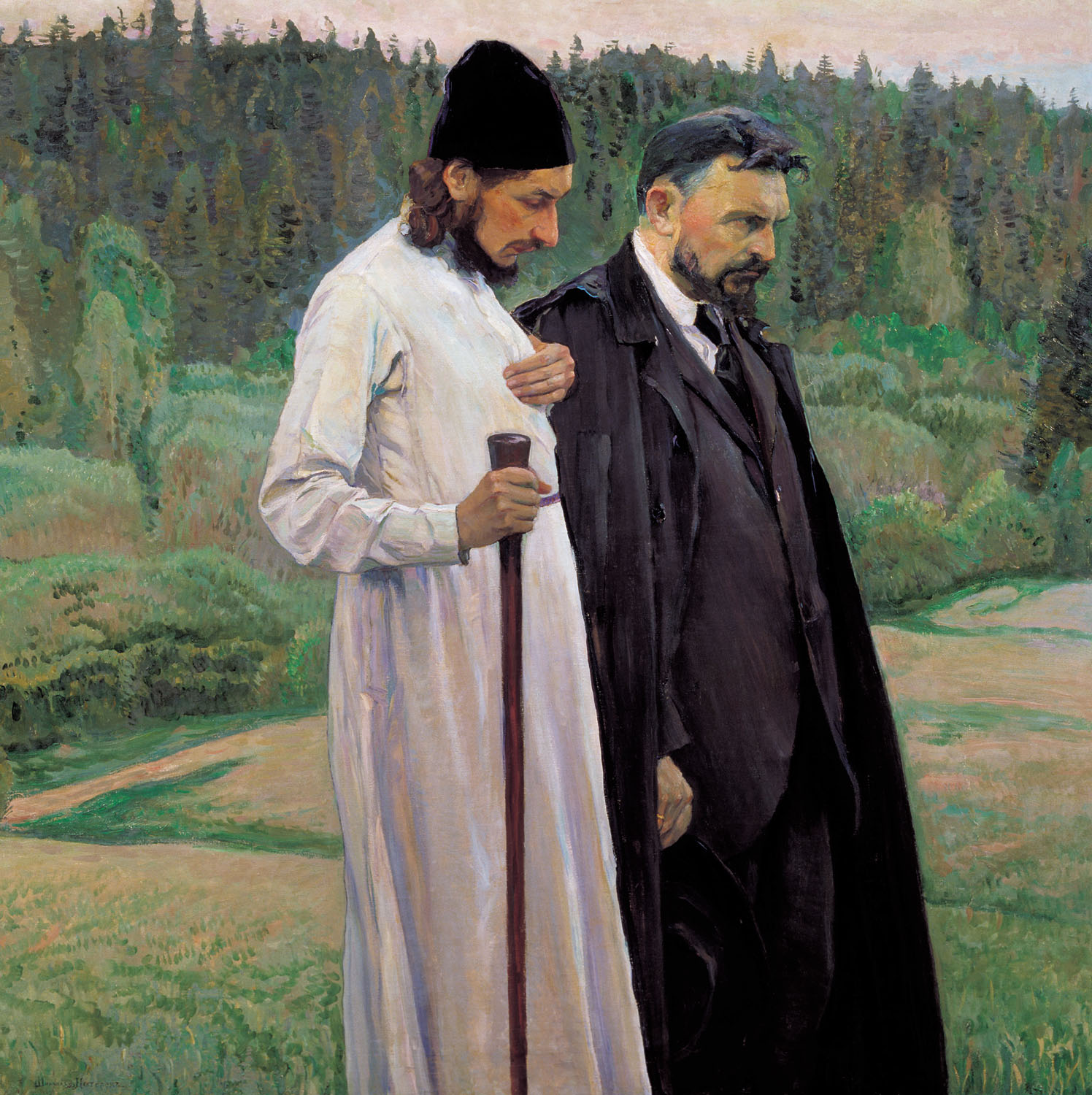
Les philosophes Paul Florensky et Sergueï Boulgakov, de Mikhaïl Nesterov (1917).

La liste de philosophes russes est non exhaustive, et réunit une grande variété de mouvements philosophiques d'origine russe ; elle considère aussi certains écrivains comme philosophes, tels que Tolstoï et Dostoïevski.
Les philosophes ayant marqué la fin du XIXe et le début du XXe siècle sont notamment Vladimir Soloviev, Vassili Rozanov, Sergueï Boulgakov, Paul Florensky, Nicolas Berdiaev, Pitirim Sorokin et Vladimir Vernadski. Entre les années 1920 et 1980, la philosophie russe est dominée par le marxisme-léninisme. Les purges de Staline, culminant en 1937, ont porté « un coup mortel au développement de la philosophie » en Union soviétique. Certains auteurs tel Léon Chestov ont poursuivi leurs recherches à Paris durant cette période.

## Penseurs majeurs

### Lumières russes
- Hryhori Skovoroda (1722—1794)
- Mikhaïl Chtcherbatov (1733—1790)
- Alexandre Radichtchev (1749—1802)

### Mysticisme,occultisme
- Nikolaï Novikov (1744—1818)
- Mikhaïl Speranski (1772—1839)
- Helena Blavatsky (1831—1891)
- Georges Gurdjieff (1872—1949)
- Piotr Ouspenski (1878—1947)

### Occidentalisme
- Piotr Iakovlevitch Tchaadaïev (1794—1856)
- Vissarion Belinski (1811—1848)
- Alexandre Herzen (1812—1870), « le père du socialisme russe »
- Nikolaï Stankevitch (1813—1840)

### SlavophilismeetPotchvennitchestvo
- Vladimir Odoïevski (1803—1869)
- Fiodor Tiouttchev (1803—1873)
- Alexeï Khomiakov (1804—1860)
- Ivan Kireïevski (1806—1856)
- Constantin Aksakov (1817—1860)
- Fiodor Dostoïevski (1821—1881)[1]
- Nikolaï Danilevski (1822—1885)
- Ivan Aksakov (1823—1886)
- Constantin Pobiedonostsev (1827—1907)
- Nikolaï Strakhov (1828—1896)
- Constantin Léontiev (1831—1891)
- Piotr Astafiev (1846—1893)
- Ivan Iline (1883—1954)

### Socialismeetmarxisme
- Alexandre Herzen (1812—1870)
- Gueorgui Plekhanov (1856—1918)
- Lénine (1870—1924)
- Alexandre Bogdanov (1873—1928)
- Léon Trotski (1879―1940)
- Sofia Yanovskaïa (1896―1966)
- Mikhaïl Lifchits (ru) (1905—1983)
- Alexandre Zinoviev (1922―2006)
- Evald Vassilievitch Ilyenkov (1924―1979)

### Anarchisme
- Mikhaïl Bakounine (1814—1876)
- Léon Tolstoï (1828—1910)
- Pierre Kropotkine (1842—1921)
- Voline (1882-1945)

### Positivisme
- Constantin Kaveline (1818—1885)
- Piotr Lavrov (1823—1900)
- Nikolaï Mikhaïlovski (1842—1904)
- Eugène De Robertis (1843—1915)
- Nikolaï Kareïev (ru) (1850—1931)
- Nikolaï Korkounov (ru) (1853—1904)

### Christianisme orthodoxe
- Vassili Karpov (1798—1867)
- Pamfil Iourkevitch (1826—1874)
- Viktor Koudriavtsev-Platonov (1828—1891)
- Nikolaï Fiodorov (1829—1903)
- Vladimir Soloviev (1853—1900)
- Vassili Rozanov (1856—1919)
- Sergueï Boulgakov (1871—1944)
- Paul Florensky (1882—1937)

### Matérialismeetnihilisme
- Nikolaï Tchernychevski (1828—1889)
- Ivan Setchenov (1829—1905)
- Dimitri Pissarev (1840—1868)
- Serge Netchaïev (1847—1882)

### Épistémologie,logiqueetmétaphysique
- Boris Tchitcherine (1828—1904)
- Afrikan Aleksandrovich Špir (1837-1890)
- Mikhaïl Karinski (1840—1917)
- Nikolaï Debolski (1842—1918)
- Nikolaï Grot (1852—1899)
- Sergueï Troubetskoï (1862—1905)

### Cosmisme russe
- Nikolaï Fiodorov (1828—1906)
- Constantin Tsiolkovski (1857—1935)
- Vladimir Vernadski (1863—1945)
- Valerian Mouraviev (1885—1932)
- Aleksandre K. Gorski (1886—1943)
- Nikolaï Setnitski (1888—1937)
- Viktor Skoumine (1948—)

### Intuitivismepersonnaliste
- Alexeï Kozlov (1831—1901)
- Lev Lopatine (1855—1920)
- Nicolas Lossky (1870—1965)
- Siméon Frank (1877—1950)
- Alexeï Lossev (1892—1988)

### Intuitivismeréaliste
- Dmitri Boldyrev (1885—1920)
- Alexandre Оgniov (1884—1925)
- Pavel Popov (1892—1964)

### Symbolisme russe
- Innokenti Annenski (1855—1909)
- Viatcheslav Ivanovitch Ivanov (1866—1949)
- Valéry Brioussov (1873—1924)
- Alexandre Blok (1880—1921)
- Andreï Biély (1880—1934)

### Existentialisme
- Léon Chestov (1866—1938)
- Nicolas Berdiaev (1874—1948)

### Philosophie de la logique
- Nikolaï Vassilev (ru) (1880—1940)
- Ievgueni Voïchvilo (ru) (1913—2008)

### Orientalisme
- Fiodor Chtcherbatskoï (1866—1942)
- Nikolaï Konrad (ru) (1891—1970)

### Théologie
- Georges Florovsky (1893—1979)
- Vladimir Lossky (1903—1958)
- Alexandre Schmemann (1921—1983)
- Jean Meyendorff (1926—1992)

### Esthétisme
- Alekseï Lossev (ru) (1893—1988)
- Mikhaïl Bakhtine (1895—1975)
- Mikhaïl Lifchits (en) (1905—1983)
- Andreï Vélikanov (1954-)

### École Bakhtine
- Vladimir Bibler (ru) (1918—2000)
- Anatoli Akhoutine (ru) (1940—)

### Postmodernisme
- Mikhaïl Epstein (en) (1950—)

### Post-marxisme
- Boris Yuliyevich Kagarlitsky (en) (1958—)
- Alexandre Tarassov (1958—)

## Autres
- Alexeï Zinoviev (ru) (1801—1884)
- Vassili Seseman (ru) (1884—1963)
- Jacob Golosovker (ru) (1890—1967)
- Bidia Dandaron (ru) (1914—1974)
- Georgi Gatchev (ru) (1929—2008)
- Georgi Schedrovitski (ru) (1929—1994)
- Heinrich Batichtchev (ru) (1932—1990)
- Konstantin Kedrov (ru) (1942—)
- Karen Swassjan (en) (1948—)
- Vadim Tsariov (ru) (1949—)